# Lyngbækvej (Roskilde Kommune)
 Lyngbækvej  er en to sporet omfartsvej der går syd om Tjæreby, der ligger syd for Roskilde.
Vejen åbnede den 4. september 2018, og skal være med til at få den tunge trafik der skal ud til grusgravene samt FDM Sjællandsringen og til Tune til at køre uden om Tjæreby, så byen ikke bliver belastet af tung gennemkørende trafik. 
Vejen starter i Køgevej (primærrute 6) og går forbi Lufthavnsvej hvor der er forbindelse til Roskilde Lufthavn,  derfra forsætter den i en bue øst om Tjæreby og slutter i Tjærebyvej som går mod Tune.